# Bleekgele russula
De bleekgele russula (Russula farinipes) is een schimmel behorend tot de familie Russulaceae. Hij vormt mycorrhiza met eik (Quercus), Fagus en soms linde (Tilia). Hij komt voor in lanen op klei en vochtige leembodem.

## Kenmerken

### Uiterlijke kenmerken
Hoed
De hoed is bleek ivoorkleurig, maar kan ook strokleurig, broodkleurig of witgeelachtig (zeem) en soms groengeelachtig zijn. Het heeft vaak roestgele stippen of vlekken en is tussen de drie en zeven centimeter breed. Bij vochtig weer zwelt de hoed op en is de hoedhuid behoorlijk vettig en plakkerig, bij droog weer lijkt hij fijn geschubd tot wratachtig ruw. Het midden van de hoed is diep of slechts licht ingedrukt. De dunne hoedrand is aanvankelijk gebogen, maar steekt later uit. Het is vrij elastisch en sterk gegroefd tot gecanneleerd.
Lamellen
De lamellen zijn strogeel tot leerbleek van kleur en hebben ook roestplekken. Ze liggen relatief ver uit elkaar en zijn redelijk vlak, aan beide kanten samenkomend. Ze zijn ook erg buigzaam en vermengd met kortere gevorkte bladeren. 
Steel
De lange cilindrische steel is wit tot strogeel en bedekt met zeer fijne roestkleurige schubben. Het is tussen de zes en negen centimeter lang en 1 tot 2,5 centimeter dik. Het is vaak wat roestig en puntig aan de basis. Met de leeftijd vormen zich kamers in het vlees.
Geur en smaak
Het vruchtvlees is gelig onder de hoedhuid. Het ruikt licht fruitig met tonen van onsmakelijke kamrussula (Russula recondita) en stinkende russula (Russula foetens). De smaak is zeer scherp, vooral in de vinnen, en houdt lang aan. Het vlees van de hoed wordt vuilroze met ijzersulfaat, lichtgroen met guaiac en roodbruin met fenol.
Sporenprint
De sporenprint is zuiver wit (Ia volgens Romagnesi).

### Microscopische kenmerken
De afgeronde tot elliptische sporen zijn 6-8 × 6-7 µm groot. Het sporenornament bestaat uit fijne, vrij korte en geïsoleerde stekels die tot 0,5 µm hoog zijn. Slechts af en toe kunnen ze ook kort met elkaar worden verbonden.
De talrijke hymeniale cystidia zijn stomp priemvormig tot spoelvormig. De meeste hebben een klein uitsteeksel aan de punt en ze kleuren allemaal met sulfobenzaldehyde of sulfovanilline, hoewel niet altijd duidelijk. De cheilocystidia meten 37–90 × 7–11 µm en de pleurocystidia 57–86 × 6–12 µm.
De hoedepidermis bestaat uit cilindrische, gedeeltelijk golvende en vertakte haren, 3–5 µm breed, die alleen bleek, diffuus vacuolair pigment bevatten. Daartussen bevinden zich grote, sleutelbladige tot spoelvormige, 5–9 µm brede en niet-gesepteerde pileocystidia, die aan de punt afgerond, puntig of vernauwd kunnen zijn. Hun inhoud kleurt soms (en vaak slechts vaag) grijszwart met sulfobenzaldehyde.

## Ecologie
De bleekgele russula is te vinden in beuken- en dennenbossen en zeldzamer in eiken-haagbeukenbossen en loofhoutweiden met eiken-iepen. Soms is hij ook te vinden in parken, tuinen en soortgelijke biotopen. Daar groeit de schimmel op heldere, grasrijke maar kruidenrijke plekken zoals aan de randen van bospaden.
De bleekgele russula geeft de voorkeur aan verse tot licht vochtige grond die arm is aan voedingsstoffen maar goed verzadigd is met basen en kalk. Deze kunnen gedeeltelijk zuur zijn. Het wordt gevonden op goed gerijpte tot zware, leemachtige bruine aarde en pelosolen die zich hebben ontwikkeld op kalksteen, kalksteenklei of kalksteenmergel.
De bleekgele russula  is een mycorrhiza-schimmel die voornamelijk wordt geassocieerd met Europese beuken. De vruchtlichamen worden meestal gevormd van juli tot eind oktober.

## Verspreiding
De bleekgele russula komt veel voor in Azië (Japan), Noord-Amerika (Verenigde Staten), Noord-Afrika (Marokko, Algerije) en Europa. In Europa strekt het gebied zich uit van Frankrijk en Nederland in het westen tot Polen in het oosten en van Italië en Roemenië in het zuiden tot Fennoscandinavië in het noorden.
In Nederland komt de bleekgele russula matig algemeen voor. Hij staat op de rode lijst in de categorie 'Kwetsbaar'.